# Покрајински завод за заштиту споменика културе (Војводина)
| Покрајински завод за заштиту споменика културе |                                        |
|                                                |                                        |
| Врста                                          | Установа културе                       |
| Основана:                                      | 1951.                                  |
| Седиште:                                       | Штросмајерова 22 · Петроварадин Србија |
| Директор:                                      | Др Владимир Кубет                      |
| Веб презентација                               | Званична презентација                  |

Покрајински завод за заштиту споменика културе је установа културе надлежна за делатност заштите културних добара на територији Аутономне Покрајине Војводине. Основан је јануара 1951. године решењем Главног извршног одбора Народне скупштине Аутономне Покрајине Војводине као Завод за заштиту и научно проучавање споменика културе Аутономне Покрајине Војводине у Новом Саду. Права и дужности оснивача Завода врши Влада Аутономне Покрајине Војводине.

## Делатност Завода
Делатности Покрајинског завода за заштиту споменике културе су следећи: 
- Истраживање и евидентирање непокретних добара која уживају претходну заштиту Закона;
- Предлагање утврђивањанепокретних културних добара;
- Вођење регистра о непокретним културним добрима и чување документације о културним добрима;
- Пружање стручне помоћи на чувању и одржавању непокретних културних добара сопственицима и корисницима тих добара;
- Старање о коришћењу непокретних културних добара у сврхе одређене законом о културним добрима;
- Предлагање и праћење спровођења мера заштите непокретних културних добара;
- Прикупљање, сређивање, чување, одржавање и коришћење покретних културних добара која се налазе у непокретним културним добрима;
- Спровођење мера техничке и физичке заштите културних добара;
- Издавање публикација о културним добрима и о резултатима рада на њиховој заштити;
- Излагање културних добара, организовање предавања и других пригодних облика културно-образовне делатности;
- Проучавање  непокретних  културних  добра  и  израда  студија, елабората  и  пројеката са  одговарајућом  документацијом  ради најцелисходније  заштите  и  коришћења  одређеног  непокретног културног добра;
- Учествовање у  поступку  припремања  просторних  и урбанистичких планова достављањем расположивих података и услова за  заштиту  и  коришћење  непокретних  културних  добара,  и у разматрању предлога просторних и урбанистичких планова;
- Објављивање грађе о  предузетим  радовима  на  непокретним културним добрима;
- Остваривање увида у спровођење мера заштите и коришћења непокретних културних добара;
- Утврђивање услова за предузимање мера техничке заштите и других радова, и давање сагласности на пројекте и документацију за извођење радова на непокретним културним добрима и добрима која уживају претходну заштиту, у складу са Законом;
- Израда пројеката за извођење мера техничке заштите и друге радове, и извођење радова на непокретним културним добрима, у складу са Законом;
- Археолошка  истраживања, ископавања  и  контрола земљаних радова;
- Издавање  решења, одобрења  и  других  управних аката  о појединим питањима из своје надлежности;
- Образовање  и  вођење  компјутерско-информационог  центра непокретних културних добара по врстама;
- Старање о јединственој примени међународних конвенција и других  међународних  аката  на  територији  Аутономне  Покрајине Војводине;
- Давање  мишљења о  нацртима  просторних  и  урбанистичких планова;
- Предлагање стратегије заштите, општих смерница и припоритета заштите непокретних културних добара у складу са њиховим стањем;
- Израда менаџмент планова за непокретна културна добра;
- Давање услова за издавање мера техничке заштите и сагласност на пројекте које израђују други Заводи на територији АПВ;
- Обављање  и  других  послова у  области  заштите  културних добара[1]